# Journal d'une pétainiste
Journal d'une pétainiste est, à l'origine, un journal tenu par Monique Guyot, manuscrit découvert aux archives départementales de l'Isère et qui présente des événements dont l'auteure a été le témoin direct lesquels se déroulent pour l’essentiel à Villard-de-Lans et sur le plateau du Vercors (partagé entre les départements de l'Isère et de la Drôme), entre le début de le mois de janvier 1944 et mai 1945.
Ce journal, repris dans son intégralité, dans un livre édité par les Presses Universitaires de Grenoble, présente également le travail de recherche effectué par l’historien Philippe Laborie, ce qui permet de relier l’histoire personnelle de Monique Guyot dans l’Histoire nationale et plus précisément dans l'histoire du maquis du Vercors et de l'occupation allemande dans le sud-est de la France.

## Contexte historique

Carte du massif du Vercors

Au cours de la Seconde Guerre mondiale, Grenoble est située en zone libre jusqu'en novembre 1942. À cette période, le débarquement des troupes alliées en Afrique du Nord provoque l'invasion de la majeure partie de la zone libre par les troupes allemandes et l'occupation par l'armée italienne d'une zone située à l'est de la vallée du Rhône. En décembre 1942, l'un des premiers maquis de France est installé dans le massif du Vercors surplombant la ville. Grenoble est alors « promue » sur les ondes de la BBC comme étant la « capitale des maquis ».
Le journal intime de Monique Guyot commence le 21 janvier 1944, veille des premières attaques allemandes contre le Vercors qui se dérouleront le 22 janvier 1944 aux Grands Goulets (hameau des Barraques-en-Vercors), puis le 29 janvier à Malleval, où est situé le 6e BCA reconstitué par Albert de Seguin de Reyniès, suivies de celles au monastère d’Esparron et à Saint-Julien-en-Vercors.
Les 13 et 15 juin, les Allemands, qui, selon certains témoignages, auraient été provoqués par le déploiement d'un immense drapeau aux couleurs de la République libre du Vercors, visible depuis la vallée, occupent Saint-Nizier, accès le plus aisé vers le massif du Vercors.contraignant ainsi les maquisards à quitter le Vercors nord et à se replier au-delà des gorges de la Bourne.
Bénéficiant de parachutages d'armes de la part des alliés, les troupes du Vercors qui manquent tout de même d'armes lourdes sont attaqués le 21 juillet par la 157e division du général Karl Pflaum appuyé par un débarquement aéroporté de chasseurs-parachutistes à Vassieux, avec utilisation par les planeurs de la piste initialement prévue pour recevoir des renforts alliés. Le dispositif français ne peut pas résister et le 23 juillet François Huet et son chef d'État-major, Pierre Tanant, ordonnent la dispersion des groupes de maquisards.
Les Alliés, débarqués le 15 août 1944 en Provence, finissent par atteindre Grenoble et le Vercors avant la fin du mois d'aout et la population française va apprendre progressivement l'ampleur du massacre des populations du plateau du Vercors perpétré par les troupes allemandes.

## Les auteurs

### Monique Guyot
Monique Guyot, auteure du journal intime daté entre le 21 janvier et le 24 mai 1945, est née le 26 juillet 1906 à Voreppe (Isère) et décédée le 13 février 2001 à Saint-Ismier (Isère), est célibataire, mère d'un enfant qu'elle adopta en novembre 1946. 
Elle est issue d'une famille de pieds-noirs établis en Tunisie mais qui s'installa en Isère avant la Première guerre mondiale. Peu de temps avant la Seconde guerre mondiale, elle ouvre avec sa mère, Marie-Thérèse Penet, une pension pour enfants à Villard-de-Lans, gros bourg du Vercors qui bénéficiant d'un air pur, accueille de nombreux établissements sur son territoire. En juin 1943, Monique Guyot fait l'acquisition d'une ferme et de terres agricoles situés dans le hameau (ou vallée) de Loscence, un lieu-dit situé à proximité du bourg de La Chapelle-en-Vercors (Drôme) où elle se rend très régulièrement.

### Philippe Laborie
Philippe Laborie, auteur de l'analyse du journal intime de Monique Guyot, est enseignant en histoire. Il est né dans les Landes en 1968,.
Alors qu'il effectue une recherche de nature historique sur le maquis du Vercors aux archives départementales de l'Isère en 2017, il découvre le journal intime de Monique Guyot sous la forme de sept petits cahiers d'écoliers, et décide de présenter l’histoire de ce manuscrit qu’il présente et éclaire avec d’autres éléments, tout en comparant avec d'autres écrits liés à cette période.

## Contenu

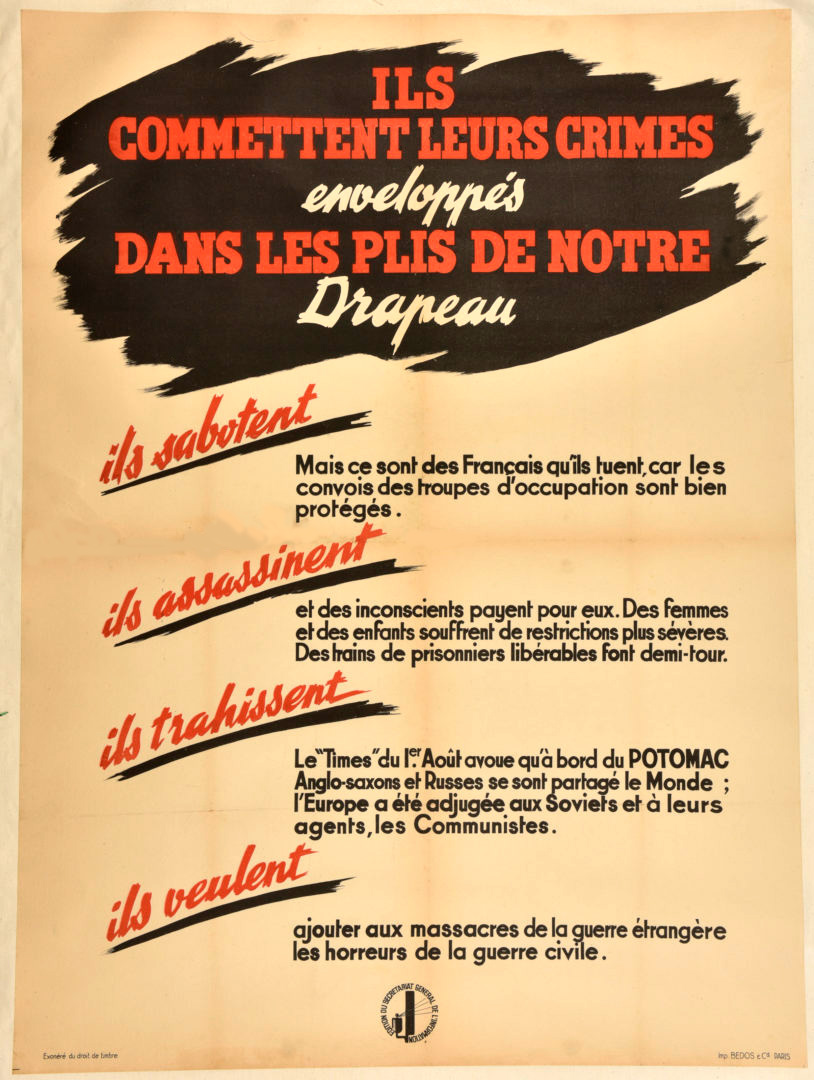
Affiche de propagande vichyste contre la Résistance

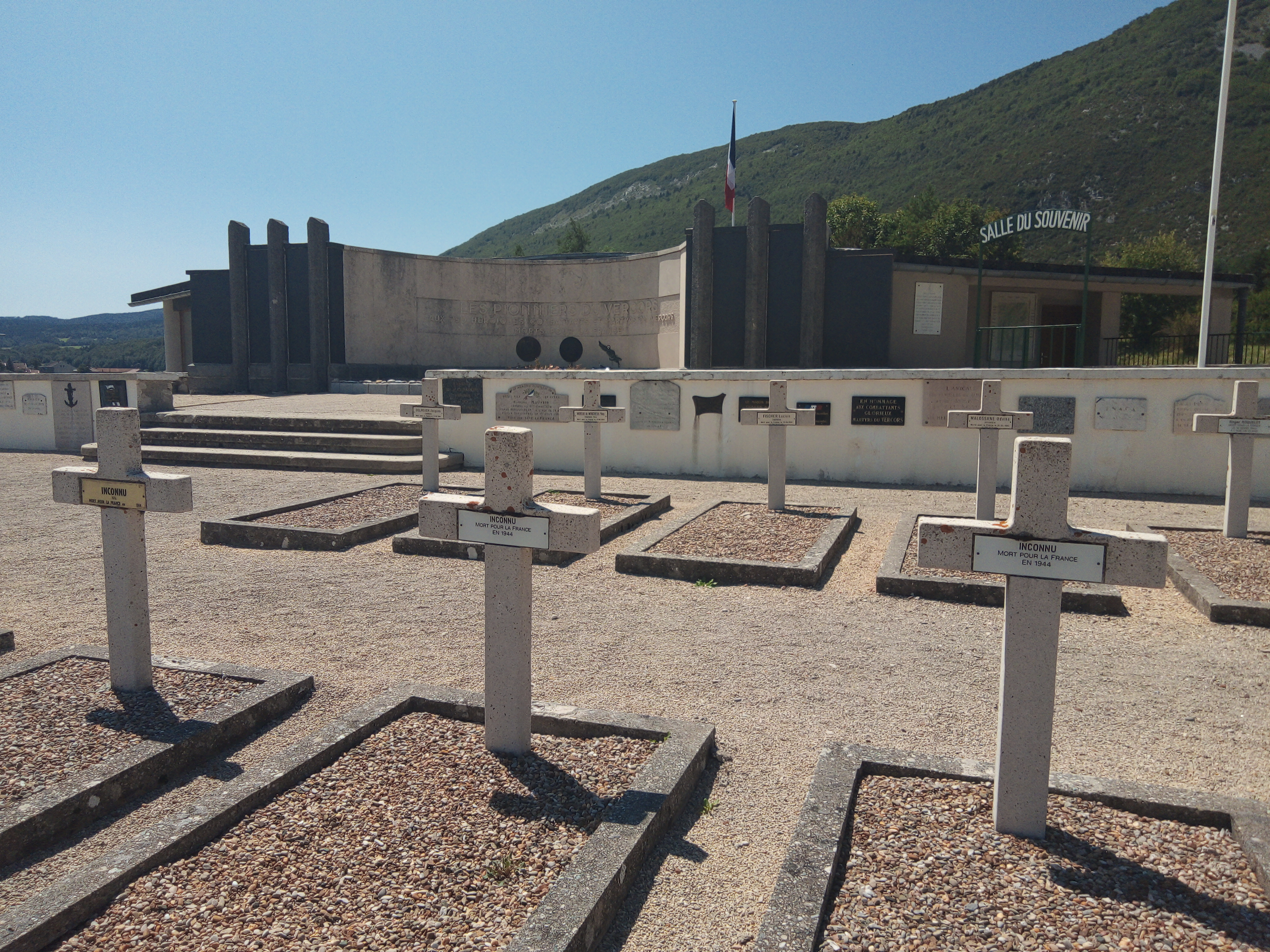
Tombe de civils et de résistants de la nécropole nationale de Vassieux-en-Vercors

Le livre se présente en deux parties avec des annexes, une préface, un avertissement et un index (indiquant les noms de lieux et de personnes évoqués dans le journal) :
La première partie (62 pages), intitulée Monique Guyot, le retour de Jeanne d’Arc, est une analyse historique effectuée par Philippe Laborie sur contenu du journal de Monique Guyot, femme de 38 ans, résidant dans le Vercors dans les années 1940.
La seconde partie (173 pages) est la retranscription intégrale du texte du journal de Monique Guyot (avec des annotations), auquel elle avait donné pour titre, Le Revers de la médaille.
La troisième partie est constituée par des annexes (42 pages) avec d'une part un texte plus synthétique écrit à postériori du journal et rassemblant les notes de Monique Guyot, puis une sélection de lettres extraites de la correspondance de Monique Guyot et enfin une rapide chronologie synthétique qui permet de mettre en perspective les événements locaux, nationaux et internationaux. Le 8 septembre 1943, les territoires occupés par les Italiens sont à leur tour contrôlés par les Allemands à la suite de la signature de l'armistice de Cassibile entre l'Italie et les Alliés. L'arrivée des troupes allemandes à Grenoble en septembre 1943 va alors provoquer une occupation beaucoup plus violente.
Le journal de Monique Guyot nous indique que cette femme de 38 ans hait les Allemands, mais, également les Résistants (qu'elle dénomme les « dissidents »). Au nom de sa propre liberté, elle ne supporte pas les contraintes imposées par la guerre. Elle reproche aux « dissidents » d’être des diviseurs drapés dans les habits d'une fausse armée et écrit dans son journal : « J’ai trop aimé l’armée pour pouvoir contempler avec indifférence ou admiration cette lamentable parodie ».
Après la tragédie de Vassieux-en-Vercors, un village du plateau du Vercors rasé par l’armée allemande où sont exécutés de nombreux habitants, elle écrit : « ces gens étaient les plus braves du monde. Je ne pardonnerai jamais à ceux qui sont la cause de leur misère et de leurs ruines » et imputera ces exactions à la présence des dissidents sur le secteur attirant ainsi l'ennemi dans ce coin reculé et tranquille. Après le saccage de La Chapelle en Vercors par cette même armée allemande, commune où est installée sa ferme, elle ajoute que « la dissidence a bien travaillé. De ce lieu, paisible et charmant, elle a fait un cimetière et un monceau de ruines. » De la même façon, elle minimise l'action de la Résistance intérieure française.
Dans son commentaire, l'historien Philippe Laborie explique que les sentiments de Monique Guyot étaient alors largement partagés par la population locale même si, effectivement les Résistants ont pu trouver un certain appui par cette même population. L'épisode sur le tableau du maréchal Pétain est un exemple de l'esprit frondeur et indépendant de Monique Guyot.

## Valeur historique

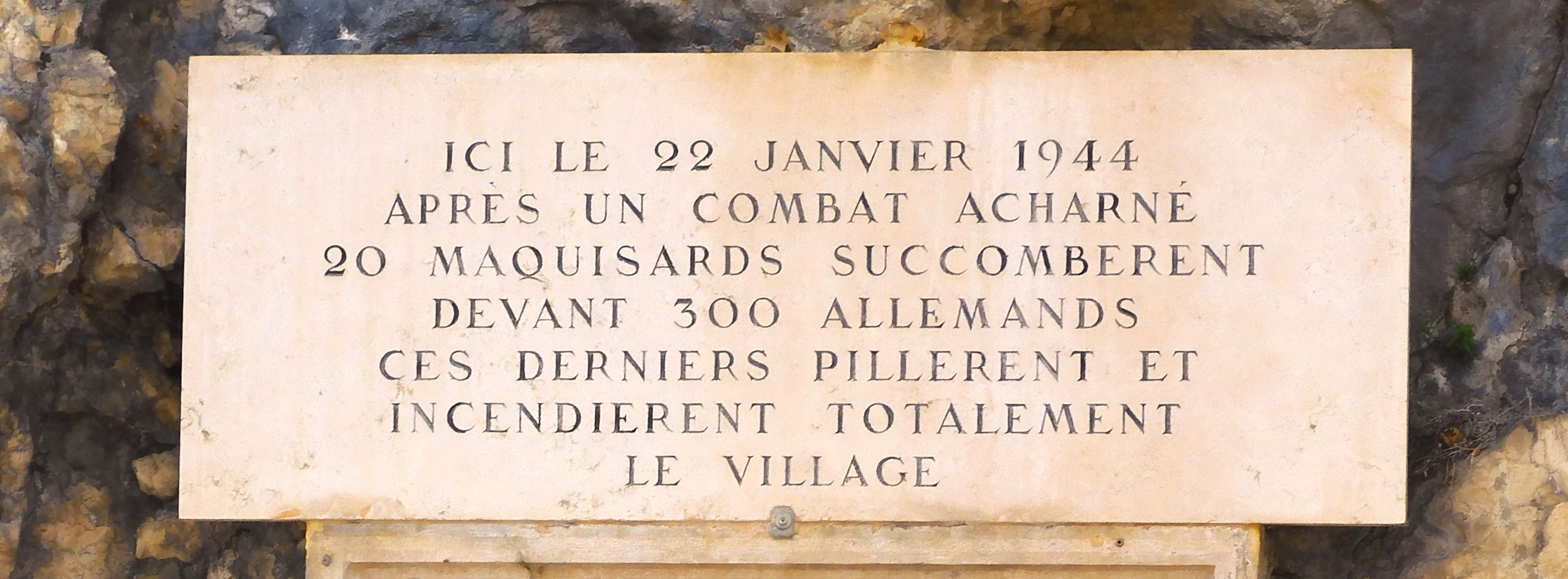
Plaque commémorative des Barraques en Vercors

Ce manuscrit inédit est le journal intime d'une simple citoyenne du massif du Vercors, admiratrice du maréchal Pétain, alors chef de l'État. Oubliés depuis 75 ans, les sept petits cahiers d’écolier écrit de la main de Monique Guyot nous livrent les réflexions et les jugements d’une femme pendant la guerre, dans le Vercors isérois et drômois, la région de Grenoble ainsi qu'à Marseille et Toulon car elle se déplace beaucoup (à pied et par différents types de transport).
Son journal se présente dans un sens différent de la majorité des autres témoignages historiques relatant les faits de cette période et de ces lieux gagnés par la Résistance contre l'occupation et la collaboration car Monique Guyot défend avec ardeur une vison pétainiste de la société et des événements qui se déroulent autour d'elle et dont elle est le témoin direct mais sans y participer activement,.